# عمليات الاحتيال المرتبطة بكوفيد-19
عمليات الاحتيال المرتبطة بفيروس كورونا (كوفيد-19) هي عمليات احتيال تعتمد قصتها بشكل أساسي على وجود جائحة فيروس كورونا. أُبلغ عن عمليات الاحتيال هذه في العديد من البلدان، وعلى رأسها الولايات المتحدة وكندا والمملكة المتحدة.

## البدء
يمكن بدء عمليات الاحتيال المرتبطة بفيروس كوفيد-19 بعدة طرق، مثل المكالمات الآلية (روبوكول) ورسائل البريد الإلكتروني والمدونات المزيفة ومنشورات وسائل التواصل الاجتماعي والرسائل النصية. وجد الباحثون أن الخوف والقلق المرتبطين بفيروس كورونا يزيدان من نجاح عمليات التصيد الاحتيالي.

## أنواع عمليات الاحتيال

### عمليات احتيال المرتبطة بالاستحقاقات/الإعانات
في هذا النوع من عمليات الاحتيال المرتبطة بفيروس كوفيد-19، يدعي المحتال أن الضحية مؤهلة للحصول على دفعة استحقاق مرتبطة بفيروس كورونا. تعد عملية الاحتيال هذه مشتقة من عملية الاحتيال عبر الإنترنت (خدعة الرسوم المسبقة)، إذ يطلب المحتال من الضحية مبلغًا صغيرًا مقابل «الاستحقاق». يطلب المحتال بعد ذلك دفع المزيد من الأموال بحجة وجود مشاكل، إلى أن ترفض الضحية دفع المزيد.

### عمليات احتيال انتحال صفة رجل السلطة
أصدرت منظمة الصحة العالمية التابعة للأمم المتحدة تحذيرًا من أن المحتالين الذين يتظاهرون بأنهم موظفون في منظمة الصحة العالمية يحاولون الحصول على معلومات شخصية من خلال رسائل البريد الإلكتروني التصيدية وخطوط المساعدة الهاتفية المزيفة.

### عمليات الاحتيال الخاصة بالتلقيح ضد كوفيد-19
في هذا النمط، يعرض المحتال بيع «لقاح أو علاج لكوفيد-19» للضحية. يكشف الضحايا الذين يقعون في فخ عملية الاحتيال هذه عن معلوماتهم الشخصية ومعلومات الدفع إلى المحتال. في إحدى الحوادث التي أُبلغ عنها، أُرسلت رسالة نصية للضحايا في المملكة المتحدة يُزعم أنها من هيئة الخدمات الصحية الوطنية تدعي أنهم مؤهلون الآن لتلقي لقاح كوفيد-19، ولكنهم بحاجة إلى ملء بياناتهم الشخصية في نموذج تصيد عبر الإنترنت من أجل حجز مكان في البرنامج. شملت المعلومات التي فقدها الضحايا معلومات بطاقة المدين الخاصة بهم، والتي استُخدمت بعد ذلك لسحب الأموال من الحساب المصرفي للضحية. أُبلغ عن عمليات احتيال مرتبطة بالتلقيح ضد فيروس كوفيد-19 في بلدان مختلفة بما في ذلك المملكة المتحدة والولايات المتحدة وسنغافورة.

### عمليات الاحتيال الخاصة باختبارات كوفيد-19
في هذا النوع من عمليات الاحتيال المتعلقة بفيروس كوفيد-19، يدعي المحتال أنه موقع اختبار معتمد يمكنه تقديم اختبار فيروس كورونا. لكنه يتطلب من الأفراد تقديم معلوماتهم الصحية. أرسلت وزارة الصحة والخدمات الإنسانية الأمريكية تنبيهًا إلى الجمهور حول مخططات الاحتيال هذه.

## عمليات الاحتيال المتعلقة بالأسهم المتعلقة بكوفيد-19
في الولايات المتحدة، تم إقناع الضحايا بشراء أسهم في الشركات التي زُعم أنها على وشك إطلاق «العلاج المعجزة» لكوفيد-19 من خلال منشورات على فيسبوك. ذكرت صحيفة ذي إندبندنت أن الإعلانات عبر الإنترنت زعمت بيع «سندات اللقاح» المرتبطة بشركة الأدوية الأمريكية المصنعة للقاحات كوفيد-19، فايزر، والتي بيعت باستثمار لا يقل عن 10,000 دولار أمريكي. أكدت شركة فايزر أن ليس لها أي علاقة بهذه السندات.
اعتبارًا من منتصف ديسمبر عام 2020، علقت هيئة الأوراق المالية والبورصات الأمريكية التداول في 36 شركة زعمت أن لديها إمكانية الوصول إلى المواد اللازمة لمواجهة كوفيد-19 مثل مستلزمات الاختبار والعلاجات.

## الخسائر
وفقًا للجنة التجارة الفيدرالية، منذ بداية جائحة كوفيد-19 حتى 30 أبريل عام 2020، تم فقدان 13.44 مليون دولار أمريكي إجمالًا بسبب الاحتيال المرتبط بفيروس كورونا.